# Pjetër Zarishi
Pjetër Zarishi (Xarishi) (ur. 16 lutego 1806 w Blinishcie, zm. 1866 w Kallmecie) – albański poeta i duchowny katolicki, przedstawiciel XIX-wiecznej literatury katolickiej w północnej Albanii. Część jego utworów ukazała się w latach 1914 i 1936 w religijnym czasopiśmie Hylli i Dritës.

## Życiorys
Kształcił się początkowo w religijnych szkołach, następnie naukę kontynuował w Kongregacji ds. Ewangelizacji Narodów w Rzymie, ukończył studia z zakresu filozofii oraz teologii. Po przyjęciu święceń kapłańskich wrócił na teren Albanii. W 1831 roku był kapłanem, następnie opatem w Oroshu, jednocześnie pełnił funkcję sekretarza biskupa diecezji Sapa.

## Wybrana twórczość[2]
- Bylbylit
- Dita e Gjyqit
- Kanga e Shebes
- Kanga e Shqypnis